# نسوخینی
نسوخینی (به چکی: Nesuchyně) یک منطقهٔ مسکونی در جمهوری چک است که در ناحیه راکوونیک واقع شده‌است.